# زين العابدين بن حسن بن باقر
زين العابدين بن حسن بن باقر الجَهْرُمي البَيْرَمِي ويُعرف أيضًا بـالمُلّا زين العابدين الكويتي (1866 - 1950) شاعر وخطاط كويتي. ولد في مدينة الكويت من أسرة فقيرة فارسية الأصل. تعلّم على نفسه واستطاع بذكائه أن يتقن كثيرًا من العلوم اللغوية والأدبية. نظم الشعر يافعًا، سافر في عدد من الأقطار وأغنى تجربته الشعرية. تفنّن في النظم في مختلف ألوانه من تخميس وتشطير وتضمين وتوشيح. كان شاعرًا مدّاحًا تكسّب بشعره، وقد مَدَح الأثرياء والأمراء وله ديوان الآيات الصباح في مدائح مبارك الصباح. قد تميّز بخط بديع وكان يتفنّن في كتابته بأشكال ورسوم. توفي في مسقط رأسه وقد ناهز الثمانين. 

## سيرته
ولد زين العابدين بن حسن بن باقر -المشهور بالأوساط الشعبية بالملا عابدين - في الكويت بفريج الميدان عام 1866م/ 1283هـ في أسرة فارسية الأصل ونشأ فقيراً

كان معلماً وشاعراً وصاحب عبارتين عربية وفارسية. لم تهيئ له الاسرة أسباب الدرس والتحصيل فلم يستطع أن يحصل العلم إلا من أصحابه ورفاقه ومن بعض المدرسين الذين تعاطفوا معه. قرأ في الأدب العربي والفارسي واستطاع أن يحقق قدراً من المعرفة والثقافة هيأ له قدرة على متابعة وكتابة الشعر.

واصل تثقيف نفسه من خلال القراءة حيث كان يطلع على أمهات الكتب اللغوية والادبية والدواوين الشعرية ثم ينكب عليها قارئا نهما فاهما واعيا، فإن غمض عليه شيء استعان بمن ينير له الطريق ومن أقواله والله ما أتيت مدرسة قط يلخص جانبا من حياته التعليمية والابداعية فيقول فوفقت بمرور الزمن وبفضل مطالعتي للكتب، حتى نظمت القصائد والفرائد، على عناوين شتى في كل من: التخميس والتضمين والترشيح والتشطير والتواريخ .. وتكلمت بعبارتين العربية والفارسية، وكان ابتدائي في الشعر قبل بلوغي اوان الحلم في سن الثامنة عشرة من عمري.

عمل الشاعر في التعليم، حيث افتتح لنفسه كتابا بمنزله في فريج الميدان، وشرع يعلم فيه الصبية القراءة والكتابة ومبادئ الحساب، وكان من تلاميذه (وهم كثيرون) عبد الصمد التركي الذي تعلم على يديه مدة طويلة.

أخذ عليه فن المديح لأنه اتخذ من شهرته وسيلة لكسب المال، كم قلنا وهو لا يخفي ذلك. بل يصرح به قائلاً إن سبب رغبتي في الشعر ونظمه اني اتخذته لاكتساب المعيشة، واداء الواجب من النفقة للأهل.

رحل للتكسب بالشعر في إيران حيث نظم مجموعة من القصائد باللغة الفارسية في مدح بعض الملوك والرؤساء.

خص الملك عبدالعزيز بن عبدالرحمن آل سعود بأكثر مدائحه، ولذا أمر له براتب وكسوة كل عام، ولم ينقطعا عنه حتى وفاة الملا عابدين عام 1950م أي نحو ثمانية وثلاثون عاماً.

## مؤلفاته
لم يطبع من كتبه غير كتاب موعظة الرجال وبلغة الآمال الذي طبعه في بومبي عام 1327هـ الموافق 1909م.

أما ديوانه الآيات الصباح في مدائح مبارك الصباح فقد جمعه عبدالمسيح أنطاكي صاحب جريدة العمران بمصر.

ومن مؤلفاته الأخرى:
- روضة العارفين
- العرصات البديعة والطرائز اللميعة
- تغذية الأرواح ومنشئة الأفراح
- الرحلة الرياضية

## شعره
ذكره عبد العزيز البابطين في معجمه وقال «شاعر مناسبات نظم على الموزون المقفى في الأغراض المختلفة، واشتهر بالمديح، فكان يحشد ويعدد في قصائده مناقب الممدوحين، وله قصائد حماسية ووطنية نظمها في وصف المعارك التي حدثت على أرض الكويت، وله مساجلات مع بعض شعراء عصره...أفاد في نظمه من فنون الشعر المختلفة، منها التخميس والتشطير والتوشيح وغيرها. اتسم بطول النفس، ودقة الوصف، أما صوره فمتنوعة، تتراوح بين القديم والجديد. في بعض قصائده طرافة كوصفه لسيارة حاكم الكويت في زمانه.»

من أمثلة اشعاره ما قاله في مدح الشيخ مبارك الصباح بعنوان ضاءت بنجم سعودك الخضراء